# Марраш, Марьяна
Марьяна бинт Фатхалла бин Насралла Марра́ш (араб. مريانا بنت فتح الله بن نصر الله مرّاش‎; 1848—1919), также известная как Марьяна аль-Марраш или Марьяна Марраш аль-Халабия — османская сирийская поэтесса, представительница течения Нахда, сестра Франсиса Марраша и Абдаллы Марраша. Она — первая сирийская женщина, которая опубликовала сборник стихотворений. Возможно была первой женщиной, которая написала в арабской периодической прессе.

## Биография
В 1870 году она начала писать статьи для журналов, особенно журналов бейрутских «Лиса́н аль-ха́л» и «аль-Жина́н». В 1893 году в Бейруте смогла издать свой сборник стихов «Бинт фикр» («Mышления дочь») после того, как написала стихотворение, которое славившее султана Абду́л-Хами́да II. Написала первое историческое сочинение про Сирийские районы поздней Османской империи.